# Vers la lumière
Pour les articles homonymes, voir Hikari.
Pour plus de détails, voir Fiche technique et Distribution.
Vers la lumière (光, Hikari) est un film franco-japonais réalisé par Naomi Kawase, sorti en 2017. Il a été sélectionné au festival de Cannes 2017.

## Synopsis
Pour le lancement d'un film d'un vieux réalisateur, une version pour malvoyants est en préparation. Une jeune femme teste son commentaire écrit sur un groupe d'une dizaine d'aveugles, dont un photographe réputé, ancien voyant en train de perdre totalement la vue et la possibilité d'exercer son art. Objectivité, subjectivité, description, direction, suggestion, trahison : autant d'enjeux pour les participants pour améliorer la force du commentaire sur les scènes clés, sur lesquels l'implication et les émotions de chacun vont se focaliser, et se mêler aux bagages personnels, particulièrement ceux de la rédactrice et du photographe entre lesquels une relation s'ébauche. Dans la dernière scène du film à commenter, le vieil homme peine à gravir une petite dune, en haut de laquelle il s'arrête face au soleil couchant. Comment refléter au mieux le message transmis par son visage impassible sans imposer une vision unique au spectateur ?  

## Fiche technique
- Titre original japonais : 光 (Hikari?)
- Titre original français : Vers la lumière
- Titre anglophone international : Radiance
- Réalisation : Naomi Kawase
- Scénario : Naomi Kawase
- Musique : Ibrahim Maalouf[1]
- Décors : Setsuko Shirakawa
- Photographie : Arata Dodo
- Son : Roman Dymny
- Montage : Tina Baz
- Production : Naoya Kinoshita, Masa Sawada, Yumiko Takebe
- Sociétés de production : Comme des cinémas, Kino Films, Kumie, MK2 Productions
- Sociétés de distribution : Kino Films (Japon), Haut et Court (France)
- Pays d'origine :  Japon,  France
- Langue originale : japonais
- Genre : drame
- Durée : 101 minutes
- Dates de sortie :
  - France : 23 mai 2017 (festival de Cannes 2017), 10 janvier 2018 (sortie nationale)[2]
  - Japon : 27 mai 2017[3]

## Distribution
- Masatoshi Nagase : Masaya Nakamori
- Ayame Misaki :  Misako Ozaki
- Tatsuya Fuji : Kitabayashi / Juzu
- Kazuko Shirakawa : Yasuko Ozaki
- Misuzu Kanno : Tomoko / Tokie
- Mantarō Koichi : Akitoshi
- Noémie Nakai : voix
- Chihiro Ōtsuka : amie de Masaya

## Distinctions

### Récompense
- Festival de Cannes 2017 : Prix du jury œcuménique[4],[5]

### Sélection
- Festival de Cannes 2017 : en sélection officielle[6],[7],[8]